# Пудемське сільське поселення
Пуде́мське сільське поселення (рос. Пудемское сельское поселение) — муніципальне утворення у складі Ярського району Удмуртії, Росія. Адміністративний центр — село Пудем.

## Історія
Станом на 2002 рік починок Орловський перебував у складі Єловської сільської ради.

## Господарство
В поселенні діють: дитячий садок, школа, школа мистецтв, лікарня на 40 місць, БК «Металург», 2 бібліотеки. З підприємств працюють ТОВ «ПМЗ-Ресурс», ТОВ «Пудемський завод», СПК «Ярський».

## Населення
Населення — 1798 осіб (2017; 1835 у 2015, 1984 в 2012, 2025 в 2010, 2510 у 2002).

## Склад
До складу поселення входять такі населені пункти:
| Населений пункт         | Населення, осіб (2002) | Населення, осіб (2010) | Населення, осіб (2012) |
| ----------------------- | ---------------------- | ---------------------- | ---------------------- |
| Дома 23 км, без статусу | -                      | -                      | -                      |
| Каравай, присілок       | -                      | -                      | -                      |
| Лековай, присілок       | 91                     | 53                     | 57                     |
| Мале Малагово, присілок | 54                     | 29                     | 28                     |
| Орловський, починок     | -                      | -                      | -                      |
| Перелом, селище         | -                      | -                      | -                      |
| Пудем, село             | 2303                   | 1920                   | 1879                   |
| Пудемський, селище      | 26                     | 13                     | 10                     |
| Цип'я, присілок         | 36                     | 10                     | 10                     |